# La Matanza

La Matanzas läge i storstadsområdet Gran Buenos Aires.

La Matanza är en förort till Buenos Aires i provinsen Buenos Aires, Argentina med drygt 1 755 000 invånare. Den grundades år 1784.